# باشگاه فوتبال باکلند اتلتیک
باشگاه فوتبال باکلند اتلتیک (به انگلیسی: Buckland Athletic Football Club) یک باشگاه فوتبال در شهر نیوتون آبوت، کشور انگلستان است که در سال ۱۹۷۷ میلادی تأسیس شده‌است.